# Homeliše, Sele
Homeliše (nemško Zell-Homölisch) je naselje v Občini Sele v Okraju Celovec-dežela na Koroškem v Avstriji.